# Arthur Hohl
Arthur Hohl, född 21 maj 1889 i Pittsburgh, Pennsylvania, död 10 mars 1964 i Los Angeles, Kalifornien, var en amerikansk skådespelare. Han spelade teater på Broadway under 1910-talet och 1920-talet, men lämnade scenen i början av 1930-talet för att gå över till film. Han medverkade i över 100 filmer och var i princip uteslutande en birollsaktör i dessa.

## Filmografi, urval
- 1933 – Footlight Parade
- 1933 – En farlig kvinna
- 1933 – Kinesiska rummets hemlighet
- 1933 – Privatdetektiv 62
- 1933 – Två människor
- 1933 – Livets gyckelspel
- 1933 – Mysteriet Jimmy Dolan
- 1934 – Cleopatra
- 1935 – Samhällets fiende no 1
- 1936 – Teaterbåten
- 1936 – Hämnden
- 1939 – Sherlock Holmes – professor Moriartys sista strid
- 1939 – Ringaren i Notre Dame
- 1939 – Mej lurar ni inte
- 1942 – Stormdriven
- 1943 – Mästerskytten från Dodge City
- 1944 – Sherlock Holmes och den röda klon
- 1948 – Upp genom luften